# Arianne Botelho
Arianne Botelho (São Paulo, 20 de setembro de 1993) é uma atriz brasileira.

## Carreira
Estudou na escola de atores Sagarana aos 16 e começou a se dedicar à carreira. Estreou na televisão na minissérie Amorteamo, como intérprete da personagem Lena, em 2015. Antes, havia gravado participação em um flashback como Beatriz, papel da Gloria Pires, na adolescência em Babilônia. Em 2016, interpretou a vilã Aline na novela A Lei do Amor. Em 2017, Laura na segunda temporada do quadro  Segredos de Justiça, filha de Andrea (Glória Pires) e mais uma participação na fase jovem de Glória, na novela O Outro Lado do Paraíso como Beth. Em 2018, uma participação em Malhação: Vidas Brasileiras interpretando Bia que foi responsável pelo diagnóstico de Pérola (Rayssa Bratilieri) com anorexia.

## Filmografia

### Televisão
| Ano  | Título                      | Personagem                         | Nota                                |
| ---- | --------------------------- | ---------------------------------- | ----------------------------------- |
| 2015 | Babilônia                   | Beatriz (jovem)                    | Episódio: "16 de março"             |
| 2015 | Amorteamo                   | Helena Santino Aragão (Lena)       |                                     |
| 2016 | A Lei do Amor               | Aline Garcia de Oliveira / Natasha |                                     |
| 2017 | Segredos de Justiça         | Laura Pachá                        | Temporada 2                         |
| 2017 | O Outro Lado do Paraíso     | Beth (jovem)                       | Episódio: "29 de dezembro"          |
| 2018 | Malhação: Vidas Brasileiras | Bia                                | Episódios: "31 de maio–13 de junho" |
| 2022 | Reis                        | Melquisa                           | Fase: A Decepção                    |
| 2025 | Beleza Fatal                | Camila                             | Episódio: "21"                      |

### Cinema
| Ano  | Título                                  | Personagem   | Notas          |
| ---- | --------------------------------------- | ------------ | -------------- |
| 2014 | Além dos Olhos Dela                     | Jenny        | Curta-metragem |
| 2020 | Tudo Bem No Natal Que Vem               | Ana (Aninha) |                |
| 2023 | A Menina Que Matou os Pais: A Confissão | Kiki         |                |
| 2023 | O Sequestro do Voo 375                  | Silvia       |                |
| 2024 | Maníaco do Parque                       | Lúcia        |                |

### Videoclipes
| Ano  | Título       | Artista           |
| ---- | ------------ | ----------------- |
| 2018 | Maria, Maria | Milton Nascimento |

## Teatro
| Ano  | Título                    | Personagem        |
| ---- | ------------------------- | ----------------- |
| 2012 | Toda Nudez Será Castigada | Geni              |
| 2013 | Auto da Compadecida       | Mulher do Padeiro |
| 2013 | O Balcão                  | Égua              |
| 2014 | Tempo de Comédia          | Jacie             |
| 2016 | Estroboscópio             | Camille           |

## Prêmios e indicações
| Ano  | Premiação                 | Categoría          | Trabalho  | Resultado | Ref    |
| ---- | ------------------------- | ------------------ | --------- | --------- | ------ |
| 2015 | Prêmio Extra de Televisão | Revelação Feminina | Amorteamo | Indicada  | [ 13 ] |